# Distretto di Thung Hua Chang
Il distretto di Thung Hua Chang (in thailandese: ทุ่งหัวช้าง) è un distretto (amphoe) della Thailandia, situato nella provincia di Lamphun.